# Bürgerrezess
Der Bürgerrezess vom 9. Januar 1669 ist eine verfassungsrechtliche Urkunde, mit der in der Hansestadt Lübeck nach vorherigen Unruhen und dem Kassarezess des Jahres 1665 die Teilhaberechte im Verhältnis zwischen Bürgerschaft und Rat vergleichsweise festgelegt wurden. Der Lübecker Rat wechselte in diesem Jahr in der Mehrheit seiner Mitglieder, zum Teil durch Tod, aber auch durch zwei Austritte.
Der Rezess ist die erste Verfassungsurkunde dieser freien Reichsstadt, deren Lübisches Recht zu dieser Zeit bereits seit Jahrhunderten Vorbild und Modell für andere Städte in Norddeutschland und im angrenzenden Ostseeraum war. Er entstand im Laufe des Jahres 1668 mit Hilfe kaiserlicher Vermittlung durch den Herzog von Braunschweig, der Joachim Friedrich Söhlen nach Lübeck entsandte, und den Kurfürsten von Brandenburg, der sich durch Otto von Grote vertreten ließ. Am 9. Januar 1669 wurde der Bürgerrezess von der Mehrheit der Bürgerlichen Kollegien Lübecks, den Ämtern und den Mitgliedern des Rates unterzeichnet.
Zu den wesentlichen Inhalten gehörte die Festschreibung der Ratswahl, die in Lübeck nach dem Modell der Selbstergänzung erfolgte. Daran änderte der Bürgerrezess nichts, sondern erst eine neue Senatsverfassung 1848. Der Bürgerrezess schrieb nur vor, aus welchen Kaufleutekorporationen und bürgerlichen Ämtern sich der Rat in welchem Proporz zu ergänzen hatte. Danach bestand der Rat fortan aus vier Bürgermeistern wie zuvor und 16 Ratsherrn, die quotal aus bestimmten Gruppenvorschlägen zu wählen waren. Von den Bürgermeistern hatten jeweils drei Juristen zu sein und der vierte Kaufmann. Die einflussreiche Zirkelgesellschaft hatte so unter den 16 Ratsherren nur noch Anspruch auf drei Sitze. Gleiches galt für die ihr nachtuende Kaufleutekompanie. Der Bürgerrezess begrenzte so den übermächtigen Einfluss des in der aristokratischen Zirkelgesellschaft vereinten städtischen Patriziats. Acht der Ratsherren hatten den Kommerzierenden Zünften (wie den Schonenfahrern oder den Bergenfahrern) zu entstammen, zwei weitere hatten Gelehrte (Juristen) zu sein. So wandten sich denn auch in der Folge der Unterzeichnung des Rezesses einige verstimmte konservative Familien des Patriziats dauerhaft von der Stadt ab. Der Bürgermeister Gotthard von Höveln trat aus dem Rat aus und unterstellte sein Landgut Moisling und sich selbst der dänischen Krone. Die Entwicklung stieß bei den konservativen, aristokratischen Kreisen also auf unverhohlene Ablehnung, so dass Zirkelgesellschaft und Kaufleutekompanie den Rezess erst später, nach einem kaiserlichen Dekret vom 5. Juli 1672 unterzeichneten.
Weitere Regelungen betrafen die Entscheidungsmitwirkung der Bürger in Fragen von Steuern und Finanzen der Stadt, die Entscheidung über Vermögenswerte der Stadt sowie über Krieg und Frieden.